# 트위스트 타이

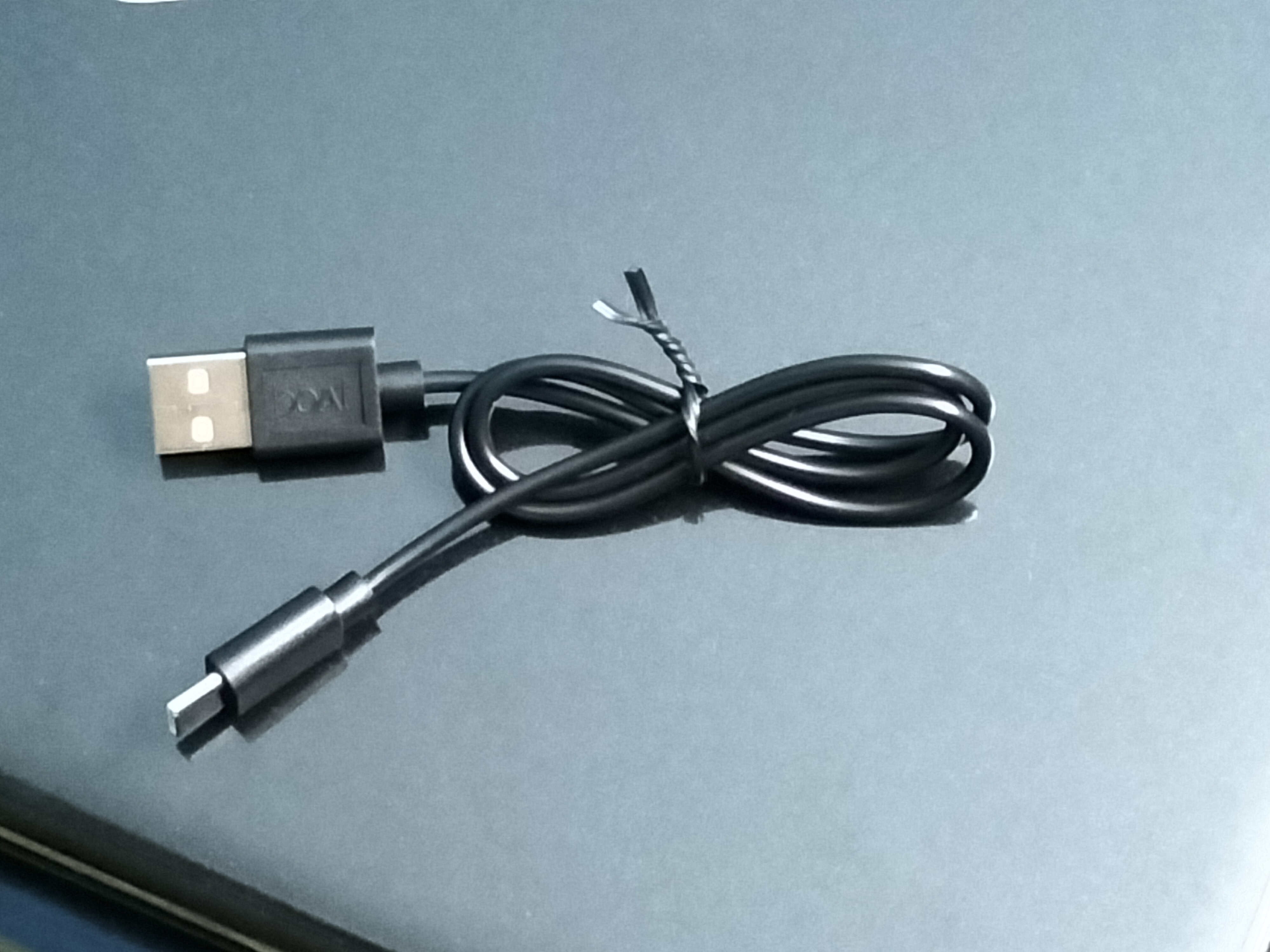
트위스트 타이로 묶인 USB 케이블

피자 박스(영어: twist tie)는 하나 이상의 금속 와이어를 얇은 종이나 플라스틱 조각으로 감싸서 구부리고 모양을 유지할 수 있도록 만든 패스너다. 주로 쓰레기봉투나 빵 봉지 등 봉지와 같은 용기의 입구를 묶는 데 사용된다.